# Adorace Páně z Hluboké
Adorace Páně z Hluboké je deskový obraz z doby kolem roku 1380, připisovaný Mistru Třeboňského oltáře nebo jeho dílně. Jako zápůjčka Národního památkového ústavu v Českých Budějovicích je vystaven ve stálé expozici Alšovy jihočeské galerie v Hluboké nad Vltavou.

## Historie
Původní umístění není známo. V 19. století byl obraz ve vlastnictví kněžny Eleonory Schwarzenberské v Hluboké nad Vltavou. Ze státního zámku Hluboká přešel do vlastnictví Národního památkového ústavu v Českých Budějovicích. Obraz byl silně přemalován renesančním malířem roku 1516. Při restaurování roku 1930 (J. Bělohoubek) byly odstraněny pouze nejhrubší přemalby. Antonín Matějček, který obraz viděl před rokem 1950, proto konstatuje špatný stav a nemožnost zhodnocení. Současná podoba je výsledkem restaurování v letech 1968-1969 (Národní galerie v Praze, V. Frömlová).

## Popis a zařazení
Tempera na křídovém podkladu na desce ze smrkového dřeva potažené plátnem. Deska je sestavena ze sedmi prken o šířce 14–17 cm spojených kolíčky, celková velikost je 129 × 98 cm.
Obraz, považovaný za rané dílo Mistra Třeboňského oltáře nebo dílny, byl pravděpodobně součástí křídlového oltáře. Rozměrově odpovídá Ukřižování z kaple sv. Barbory u Třeboně, které rovněž pochází z dílny MTO. V minulosti byl zřejmě vystaven vysokému žáru, který způsobil vznik četných velmi drobných puchýřků, ve kterých je malba poškozena až k podkladu. Díky přemalbám však zůstaly velmi dobře zachované inkarnáty. S Třeboňským oltářem se zcela shoduje v konstrukci desek, podkladové vrstvě a v technice malby (podkresba červenou hlinkou a jemná rytá kresba v drapériích, světlé inkarnáty na podkladové bělobě bez barevných podmaleb, zářivé lazury a mimořádný cit pro barevnost, virtuózní malba sienou v polostínech, zlacení na černém polimentu, stejný charakter svatozáří).
Ústřední postavu Panny Marie, sklánějící se nad Ježíškem v jesličkách, provází vlevo klečící a gestikulující Josef. Panna Maria klečí na brokátové podušce v prosté dřevěné chýši. Je oblečena v modrém plášti s červeným rubem, který je na hlavě přehrnut a zakrývá vlasy. Drapérie je modelována v dlouhých svislých záhybech, které potlačují hmotnost protáhlé figury. Dokonalost malby odhalilo až restaurování v 60. letech. Podle Pešiny křehký půvab Mariiny ženské tváře, měkkost modelace tvaru téměř tajícího ve světle, barevná harmonie a zářivost lazur dokonce převyšuje úroveň Třeboňského oltáře. Typika tváří - ženská s jemným nosem a mírným podbradkem a vousatá tvář Josefa, stejně jako charakter skalnaté krajiny se zakrnělými stromy, pestrými ptáky a detaily odpozorovanými z přírody, odpovídá jiným dílům Mistra třeboňského oltáře.,
Chýše je znázorněna ze tří různých pohledů v nedokonalé perspektivě, která ale přesto vyvolává dojem hlubokého prostoru. V krajině, která ještě připomíná díla Mistra vyšebrodského oltáře, jsou na pravé straně dvě dvojice pastýřů v různých prostorových plánech, které znázorňují minulé děje: Zvěstování a putování k Betlémské chýši. V horním rohu je anděl Zvěstování s nápisovou páskou „Ecce ego annun[t]io vobis Gaudium“, Pasoucí se zvířata, symbolizující Starý (kozel) a Nový zákon (ovce), doplňuje dvojice vepřů, krav a hlava osla a vola v chlévě za jesličkami. Hlavní postavy Marie a Josefa jsou znázorněny v hieratické perspektivě jako proporčně větší.
Dítě, které je celé zavinuto v plenkách připomínajících rubáš a leží v dřevěných jesličkách ve tvaru rakve, odkazuje na budoucí Ježíšovu mučednickou smrt. Obraz představuje nový ikonografický typ, který se vyvinul ze starší scény Narození Ježíše pod vlivem dobových mystických proudů v církvi (Vidění sv. Brigity Švédské, 1380). Podle tohoto výkladu Marie rozpoznala božství Ježíše po jeho narození a začala ho spontánně uctívat. Jedná se tedy o tzv. devoční obraz určený k podnícení zbožnosti věřících.

### Detaily obrazu

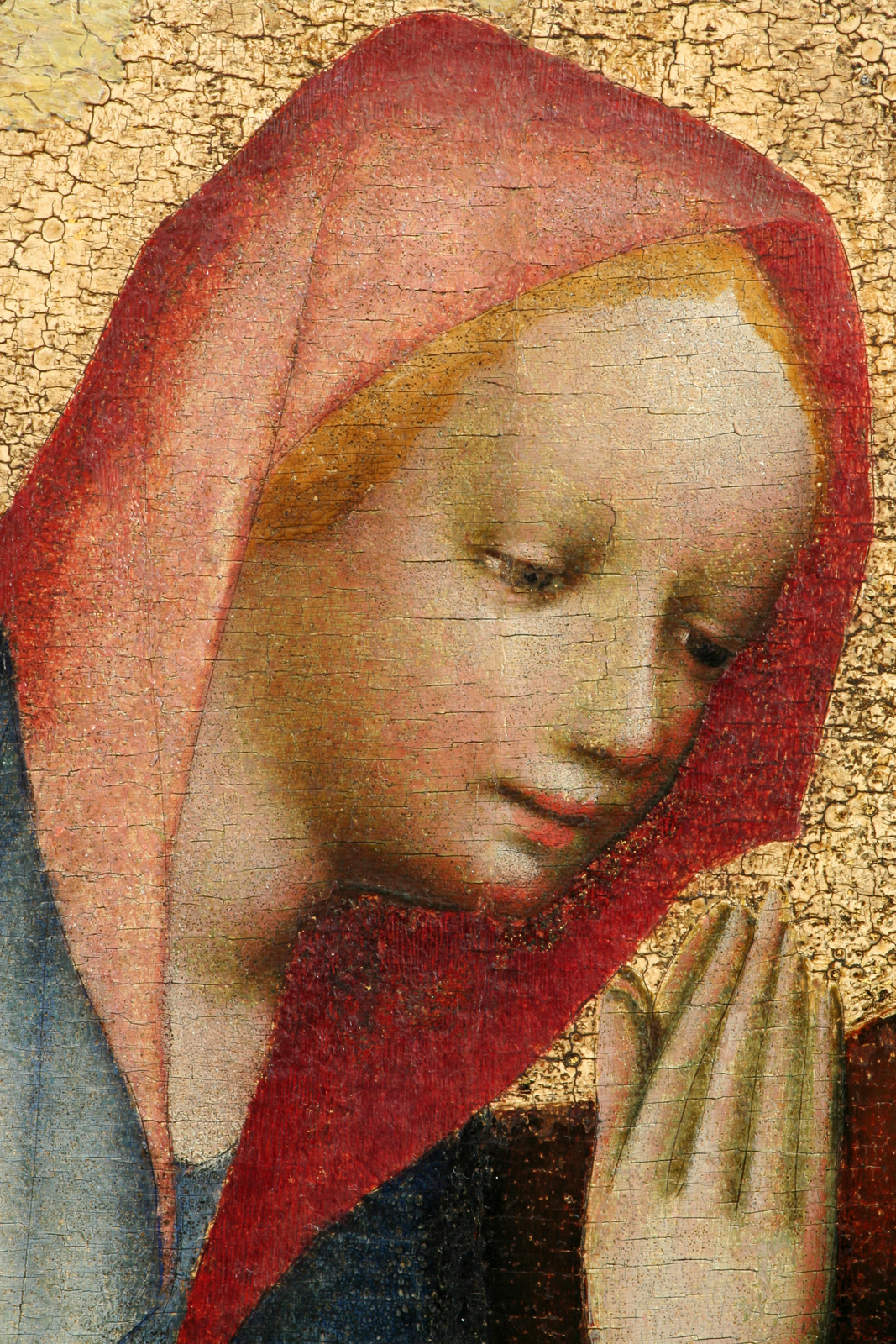
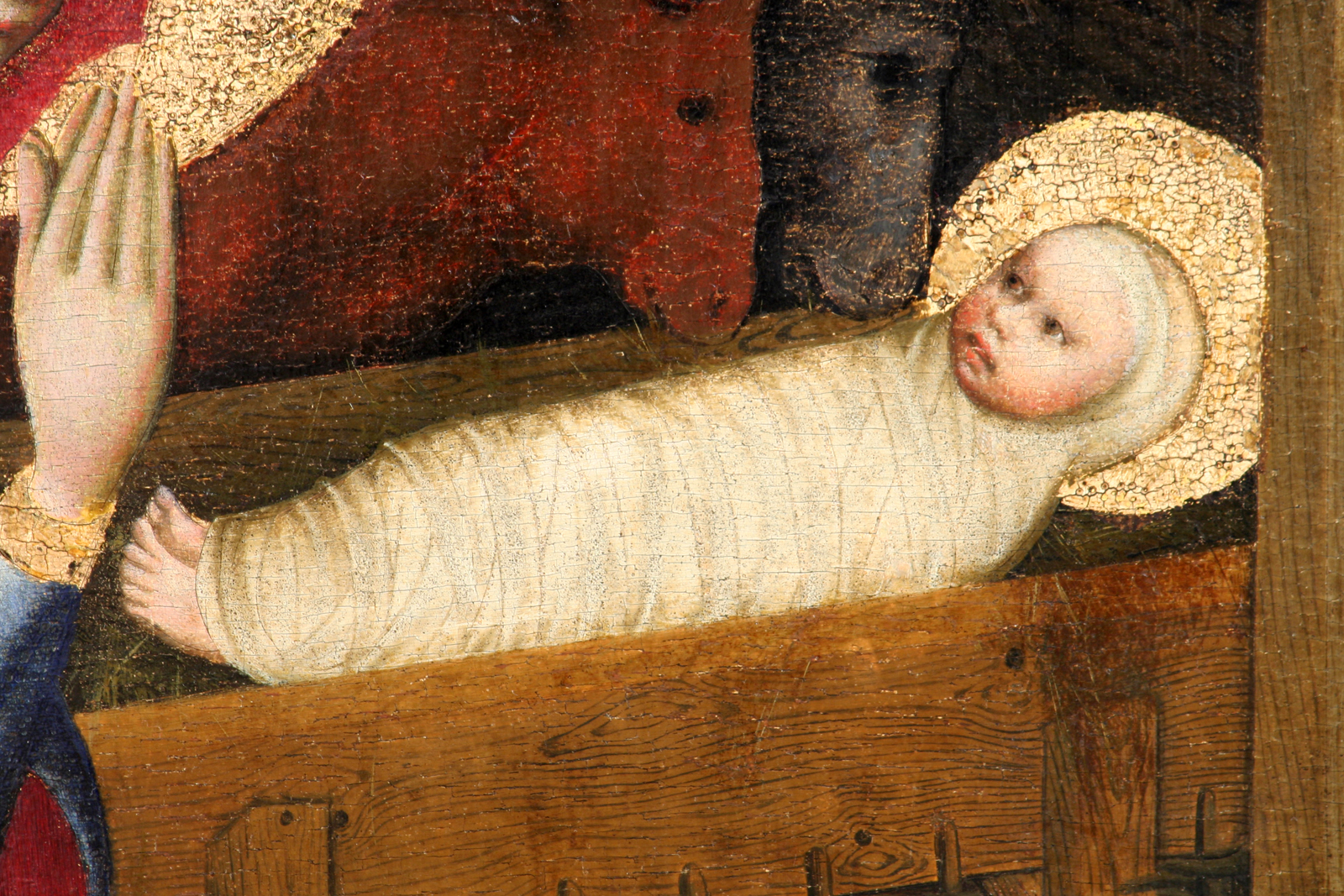
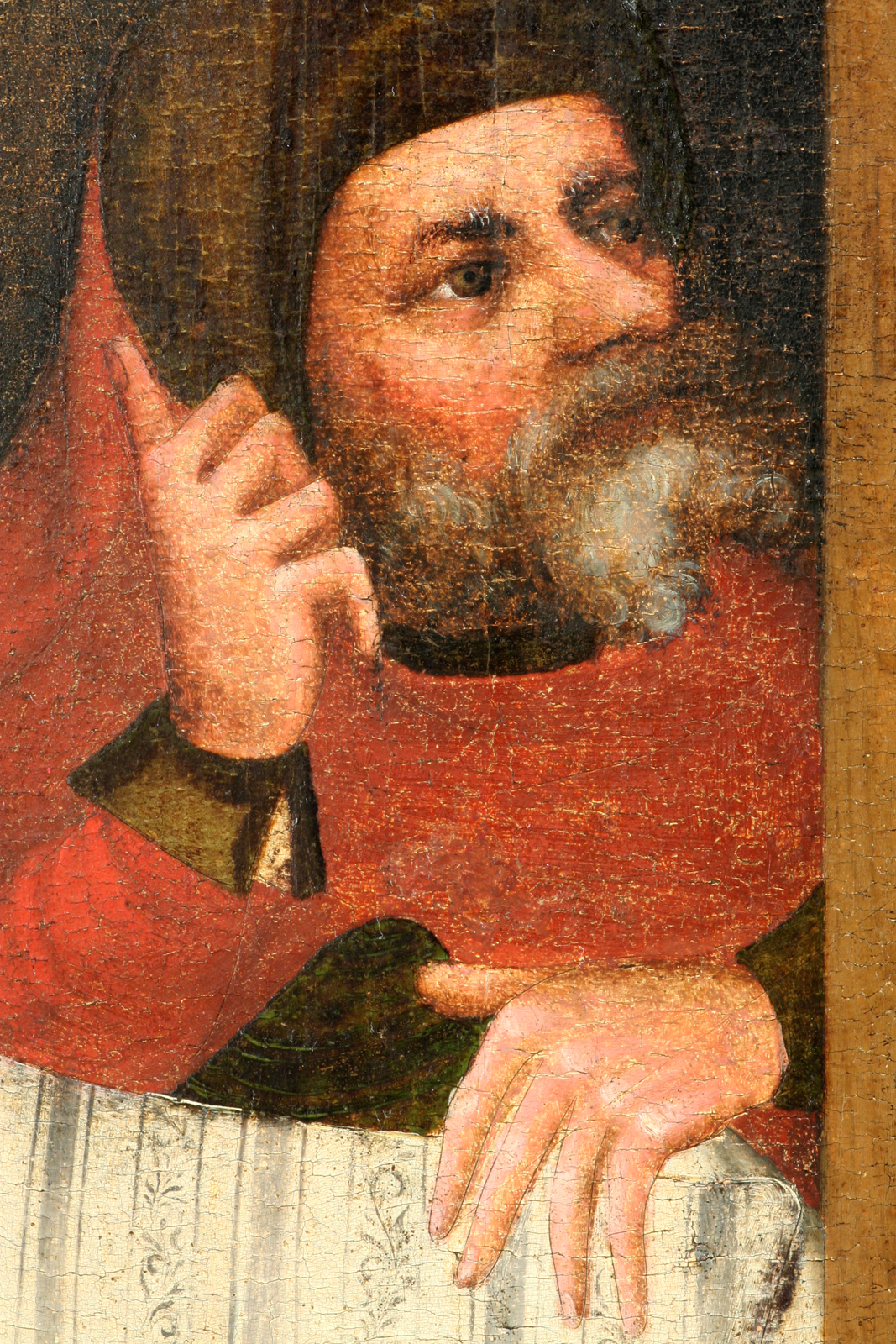
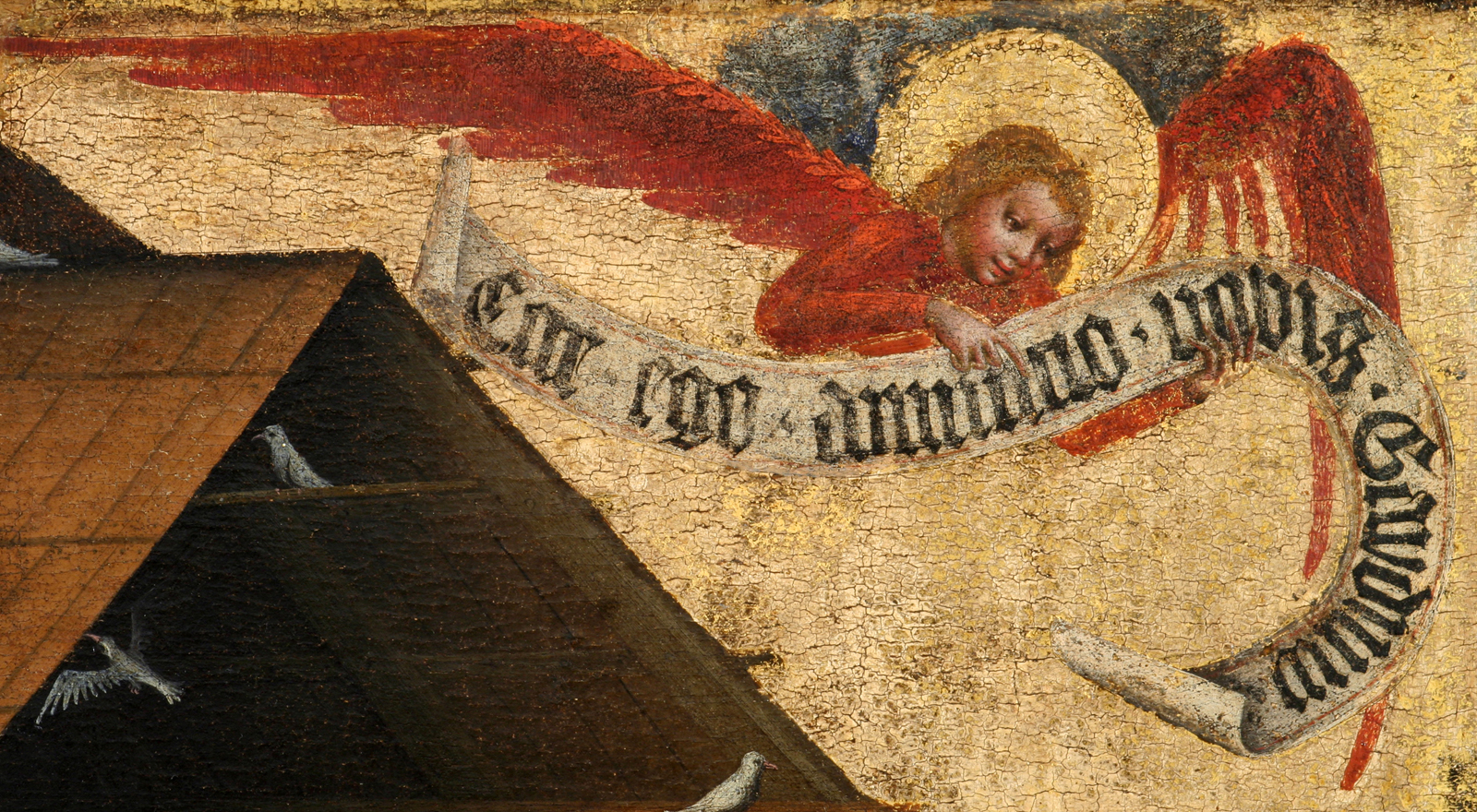
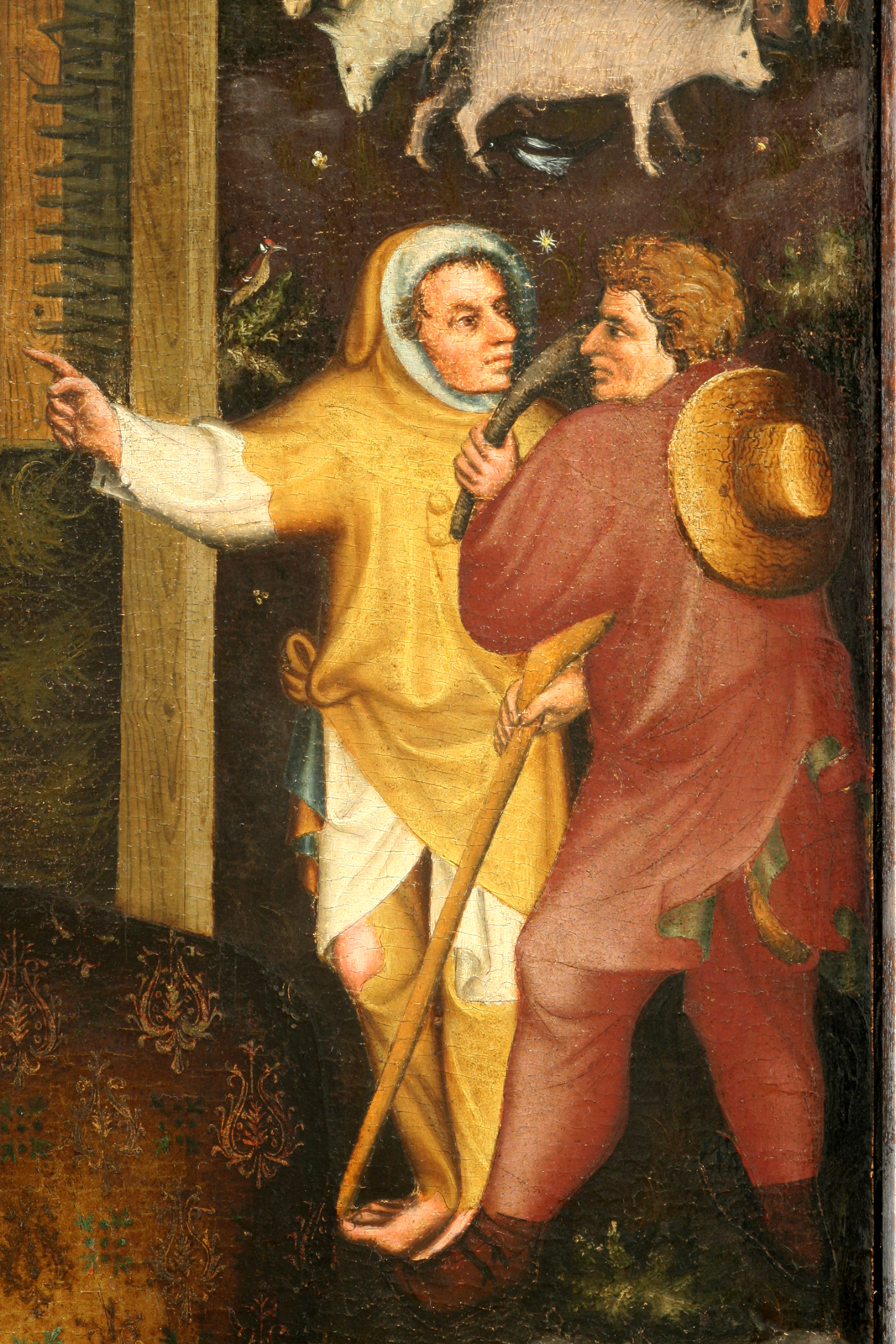